# オートバイ雑誌
オートバイ雑誌（オートバイざっし）とは、オートバイやオートバイ産業などに係わる記事を掲載する雑誌のことである。「バイク雑誌」とも呼ばれる。

## 概要
オートバイ雑誌は、オートバイメーカー各社の新型車やオートバイの部品、オートバイ用品などといったオートバイ関連の製品情報を紹介する記事や、オートバイの整備や乗り方などといったオートバイの利用に関連する記事を主体とする専門雑誌。日本においては1923年（大正12年）創刊の月刊誌『オートバイ』を嚆矢とする。
1980年代はHY戦争によるスクーターの普及や、高性能なレーサーレプリカの登場などに伴うオートバイブームによってユーザーが急増した。この時期にはモータースポーツやカスタム、ツーリングなどに特化した雑誌も創刊している。また、暴走族の最盛期でもあり、暴走族を取り上げた専門誌も創刊されている。
1990年代に入ると、日本国内でのオートバイの生産・出荷台数は低迷した。

## 日本の主なオートバイ雑誌
一覧には、地方版の雑誌・継続的に刊行されているムック・現時点では休刊または廃刊となっている雑誌も含まれる。誌名の右側の出版社名は原則として発行元を記載している。右端に単独で付記された年はすべて創刊年を示す。

### 1960年代以前に創刊された雑誌
- オートバイ[注 1]：モーターマガジン社：1923年[1]
- モーターサイクリスト(Motorcyclist)：八重洲出版：1951年[3]

### 1970年代に創刊された雑誌
- ヤングマシン(youngMachine)：内外出版社：1972年[4]
- モト・ライダー(Moto rider)：三栄書房：1976年[5] - 1989年[5]
- ミスターバイク(Mr.Bike)：モーターマガジン社：1976年[6] - 2010年[6]
- 別冊モーターサイクリスト（別冊MOTORCYCLIST）：八重洲出版：1978年[7] - 2015年
- ライダースクラブ(RIDERS CLUB)：エイ出版社：1978年

### 1980年代に創刊された雑誌
- ザ・バイク：毎日新聞社：1981年 - 1988年[8]
- 月刊ベストバイク：ベストバイク社、講談社：1981年 - 1990年[9]
- 増刊ベストバイク：ベストバイク社、講談社：1982年 - 終了年不明[10]
- 別冊ベストバイク：ベストバイク社、講談社：1983年 - 1990年[11]
- ロードライダー(ROAD RIDER)：立風書房→学習研究社→バイクブロス[注 2]：1982年[12]
- ライディングスポーツ(RIDING SPORT)：ニューズ出版→三栄書房：1982年[13]
- モトチャンプ(Moto champ)：三栄書房：1982年[14]
- サイクルワールド(CYCLE WORLD)：CBSソニー出版：1983年 - 1990年
- ゴーグル(GOGGLE)：モーターマガジン社：1984年[15]
- ミスターバイクBG(Mr.Bike BG)：モーターマガジン社：1985年[16]
- バイクガイド東海版(BIKE GUIDE)：ナゴヤマガジン→アサヒコーポレーション→アキュレ：1985年[17] - 2011年[17]
- アウトライダー：ミリオン出版→立風書房→学習研究社→バイクブロス[注 2]：1986年 - 2002年、2003年[18][19][20]
- クラブマン(CLUBMAN)：企画室ネコ→ネコ・パブリッシング→ネコ・ブロスモーターサイクル：1986年[21] - 2009年[21]
- ガルル(GARRRR)：実業之日本社→バイクブロス[注 3]：1986年[22]-2019年
- バリバリマシン：平和出版：1986年 - 2002年
- レディスバイク(Lady'sBike)：学習研究社→エルビーマガジン社→クレタパブリッシング→ヘリテージ：1986年[23]
- ライダーコミック：辰巳出版：1986年 - 1995年
- チャンプユー(Champ U)：三栄書房：1986年[24] - 2005年[25]
- チャンプロード：笠倉出版社：1987年
- ウィリー(Wheelie)：角川書店：1987年 - 1989年
- バイカーズステーション(Bikers Station)：日本出版社→モーターマガジン社：1987年[26]
- バックオフ(BACK OFF)：学習研究社[要出典]→フィールド出版→ソウキコミュニケーションズ：1987年[27] - 2008年[27]
- ダートスポーツ(DIRT SPORTS)：造形社：1989年

### 1990年代に創刊された雑誌
- バイブス(VIBES)：アポロ出版→海王社[注 4]：1990年[28]
- カワサキバイクマガジン(Kawasaki)：アポロ出版→ぶんか社[注 4]→文友舎：1990年[29]
- ダートクール(DIRT cool)：ニューズ出版→三栄書房：1991年[30]
- ホットバイクジャパン(HOT BIKE Japan)：ネコ・パブリッシング→バイクブロス[注 5]：1992年[31]
- エムジェーバイクマガジン(Mj BIKE)：アイクコーポレーション ：1992年[32] - 2012年[32]
- タッチバイク(TOUCH BIKE)：サイクルアンドスポーツ：1993年[33] - 2010年[34]
- ビッグマシン(BiG MACHINE)：内外出版社：1994年[35]
- モトメンテナンス(MOTO MAINTENANCE )：ネコ・パブリッシング→バイクブロス[注 5]：1995年[36]
- ライダーチューニング：辰巳出版：1995年 - 刊行終了
- ビーエムダブリューバイクス(BMW BIKES)：ネコ・パブリッシング→バイクブロス[注 5]：1997年[37]
- ツーリングマップル：昭文社[注 6]：1997年
- カスタムバーニング(CUSTOM Burning)：造形社：1997年[38]
- ジパングツーリング：アポロ出版→ぶんか社[注 4]：1997年[39] - 2009年[39]
- 自然山通信：自然山通信：1997年[40] -
- クラブ・ハーレー(CLUB HARLEY)：エイ出版社：1998年
- Scooterfan：八重洲出版：1998年[41] - 2009年[41]

### 2000年代に創刊された雑誌
- グーバイク 中国版(GooBike.)：プロトコーポレーション：2000年[42] - 2011年[42]
- グーバイク 東北版(GooBike.)：プロトコーポレーション：2000年[43]
- バイキチ(BAIKICHI)：イージーパブリッシング：2000年[44][45]
- グーバイク 首都圏版(GooBike.)：プロトコーポレーション：2001年[46]
- グーバイク 関西版(GooBike.)：プロトコーポレーション：2001年[47]
- グーバイク 東海版(GooBike.)：プロトコーポレーション：2001年[48]
- ドゥカティ・マガジン(DUCATI Magazine)：エイ出版社：2000年
- ストリートバイカーズ(STREET BIKERS')：ニューズ出版→三栄書房：2000年[49]
- ツーリングGO!GO![注 1]：三栄書房：2000年[50] - 2007年[50]
- モトナビ(MOTO NAVI)：二玄社→ボイス・パブリケーション：2001年
- モトモト(Moto-moto)：造形社：2001年[51]
- タンデムスタイル(Tandem Style)：クレタパブリッシング：2002年[52]
- BikeJIN/培倶人：エイ出版社：2002年[53]
- トランスクーター(TRAN SCOOTER)：ニューズ出版→三栄書房：2002年[54] - 2009年[54]
- モトライダーForce(Motorider force)：三栄書房：2003年[55] - 2009年[55]
- ハードコア・チョッパー・マガジン(HARDCORE CHOPPER)：ブレイン：2003年[56] - 2011年[56]
- SRオンリー(SR Only)：造形社：2003年[57]
- 単車倶楽部[注 1]：造形社：2003年[58]
- カスタムスクーター(Custom Scooter)：造形社：2003年[59]
- ハイパーバイク(HYPER BIKER)：ニューズ出版→三栄書房：2003年 - 2011年[60][61][62]
- グーバイク 北関東版(GooBike.)：プロトコーポレーション：2004年[63]
- BMWボクサージャーナル(BMW BOXER Journal)：エイ出版社：2005年
- フリーライドマガジン(FREERIDE magazine)：ネコ・パブリッシング：2005年[64] - 2010年[64]
- ガールズバイカー(Girls Biker)：造形社：2006年[65]
- ハーレーマガジン(Harley MAGAZINE)：造形社：2006年[66] - 2009年[67]
- アンダー400(Under400)：クレタパブリッシング：2006年[68]
- スクーターデイズ(Scooter Days)：クレタパブリッシング：2006年[69]
- 風まかせ[注 1]：クレタパブリッシング：2006年[70]
- 東本昌平 RIDE[注 1]：モーターマガジン社：2007年[71]
- グーバイク 九州版(GooBike.)：プロトコーポレーション：2008年[72]
- ドゥカティバイクス(DUCATI BIKES)：バイクブロス：2008年
- モトギア・プラス(MOTOGEAR+)：バイクブロス：2008年
- 絶版バイクス(Zeppan BIKES)：バイクブロス：2008年
- バージンハーレー(VIRGIN HARLEY)：バイクブロス：2008年
- バイカーモン(BIKER-MON)：源：2008年
- YAMAHA WR250R/Xマスターズブック[注 1]：造形社：2008年[73]
- ダビキチ(DaviKichi)：イージーパブリッシング：2008年[74] - 2011年[75]
- アップ・スイープ(UP-SWEEP)：イージーパブリッシング：2009年[76]
- RACERS：三栄書房：2009年[77]
- カススク125(Custom Scooter 125)：造形社：2009年[78]
- ジパングツーリング バイク旅浪漫[注 1]：ぶんか社：2009年[79] - 2012年[79]

### 2010年代に創刊された雑誌
- スポーツスター・カスタムブック(Sportster Custom Book)：エイ出版社：2010年
- モトツーリング（MOTOツーリング）：内外出版社：2010年[80]
- 道楽(DOURAKU)：源：2010年
- サイクルヘッズマガジン（CYCLE HEADZ magazine）：実業之日本社：2010年[81]
- グーバイク 中四国版(GooBike.)：プロトコーポレーション：2011年[82]
- チョッパー・ジャーナル(CHOPPER Journal)：ブレイン：2011年
- カスタムピープル(CUSTOM PEOPLE)：クレタパブリッシング：2011年
- プライマリー(Primary)：イージーパブリッシング：2011年[83]
- バイクタイム東海(BIKE TIME TOKAI)：流行発信：2011年
- 旧車バイクマガジン('70s&'80s Bike Magazine)：ネコ・パブリッシング：2011年[84]
- 2ストロークマガジン(Two-Strok Magazine)：ネコ・パブリッシング：2011年[85]
- ローラーマガジン（ROLLER MAGAZINE）：ネコ・パブリッシング：2011年[86]
- スーパースポーツライダー(SUPER SPORT Rider)：バイクブロス：2011年[87] - 2012年[87]
- バイク旅行 ツーリング生活の道案内[注 1]：三栄書房：2011年[88]
- ドラッグスター・オンリー(DragStar ONLY)：造形社：2011年[89]
- アイラブモンキー(I LOVE MONKEY)：造形社：2011年[90]
- モトアディクツ(MOTO Addicts)：インターデザイン：2012年[91]
- スマイルバイク(Smile Bikes)：バイクブロス：2013年[92]
- ゴーライド（Go Ride）:内外出版社　:2019年（MOTOツーリング増刊→ヤングマシン増刊）

### 創刊時期不明の雑誌
- エフアールエム(frm)：ネコ・パブリッシング→造形社：刊行中
- 投稿ライダー[注 1]：竹書房：刊行終了
- パーツBG(Buyer's guide)：モーターマガジン：不明 - 2007年[93]
- バイクブロス首都圏版(Bike Bros.)：バイクブロス：不明 - 2011年[94]
- バイクブロス関西版(Bike Bros.)：バイクブロス：刊行終了
- バイクブロス中四国版(Bike Bros.)：バイクブロス：刊行終了
- バイクブロス九州版(Bike Bros.)：バイクブロス：刊行終了
- 走り屋バトルマガジン：平和出版：刊行終了
- バリバリマシンR：平和出版：刊行終了

## 日本国外の主なオートバイ雑誌
一覧には、現在の時点では休刊または廃刊となっている雑誌も含まれる。右端に単独で付記された年はすべて創刊年を示す。
アメリカの雑誌
- サイクル (アメリカの雑誌)：1950年
- サイクル・ワールド：1962年
- サイクル・ニュース：1965年 - 2010年
- モーターサイクリスト (アメリカの雑誌)：1970年
- イージーライダース (アメリカの雑誌)：1971年
- ホットバイク：1971年
- アメリカン・アイアン・マガジン：1989年
- ロードランナー (アメリカの雑誌)：2001年
- モトクロス・アクション・マガジン：創刊時期不明
- ダート・バイク・マガジン：創刊時期不明

イギリスの雑誌
- ザ・モーター・サイクル：1903年 - 1983年
- モーター・サイクリング：1910年 - 1967年
- モーターサイクル・メカニクス：1959年 - 1983年
- バイク (イギリスの雑誌)：1971年
- スーパーバイク (イギリスの雑誌)：1977年
- クラシック・バイク：1978年
- ザ・クラシック・モーターサイクル：1981年
- バック・ストリート・ヒーローズ：1983年
- パフォーマンス・バイクス：1983年
- クラシック・バイク・ガイド：1991年
- ライド (イギリスの雑誌)：創刊時期不明
- クラシック・レーサー：創刊時期不明

インドの雑誌
- バイク・インディア：2005年

ドイツの雑誌
- モートアラート：1903年

マレーシアの雑誌
- ロダ・ロダ：1986年

フランスの雑誌
- スーパーモタードマグ：創刊時期不明